# 城北區 (韓國)

行政區劃圖

城北區（：／ Seongbuk gu */?）是大韓民國首都首爾特別市的一個區，成立於1949年。

## 行政區劃
- 1949年8月13日：京畿道高陽郡崇仁面被併入本區[1]。

## 旅遊
朝鮮景宗的陵墓「懿陵」位於本區的石串洞。

## 交通

### 鐵路
首爾交通公社
- ●首都圈电铁4号线：吉音站 - 誠信女子大學站 - 漢城大學站
- ●首尔地铁6号线：普門站 - 安岩站 - 高麗大學站 - 月谷站 - 上月谷站 - 石串站

牛耳新設輕電鐵
- ●首爾輕電鐵牛耳新設線：北漢山輔國門站 - 貞陵站 - 誠信女子大學站 - 普門站

## 綜藝
- SBS電視臺的一檔綜藝節目《Roommate》在城北洞拍攝。

## 附註
1. ↑  시•도의관할구역및구•군의명칭•위치•관할구역변경의건 (製定 1949年8月13日 大統領令 159號)
2. ↑  「串」讀音「慣」，現代標準漢語：guàn，粵語：gwaan3[來源請求]

## 外部連結
- 城北區廳中文網址